# 셀마 (영화)
《셀마》(영어: Selma)는 2014년 공개된 미국의 역사 드라마 영화이다. 제임스 베블이 시작한 셀마 몽고메리 행진에 바탕했으며, 에이바 듀버네이가 연출했다. 제87회 아카데미 주제가상을 수상했다.

## 출연진
- 데이비드 오옐로워 - 마틴 루서 킹 주니어 역
- 톰 윌킨슨 - 린든 B. 존슨 대통령 역
- 카먼 이조고 - 코레타 스콧 킹 역
- 안드레이 홀랜드 - 앤드루 영 역
- 테사 톰프슨 - 다이앤 내시 역
- 지어바니 리비시 - 리 C. 화이트 역
- 로레인 투산트 - 어밀리아 보인턴 로빈슨 역
- 스테판 제임스 - 존 루이스 역
- 웬들 피어스 - 호제이아 윌리엄스 역
- 코먼 - 제임스 베블 역
- 알레산드로 니볼라 - 제임스 도어 역
- 러키스 스탠필드 - 지미 리 잭슨 역
- 큐바 구딩 주니어 - 프레드 그레이 역
- 딜런 베이커 - J. 에드거 후버 역
- 팀 로스 - 조지 월리스 역
- 오프라 윈프리 - 애니 리 쿠퍼 역
- 루빈 산티아고허드슨 - 바이어드 러스틴 역
- 니시 내시 - 리치 진 잭슨 역
- 콜먼 도밍고 - 랠프 애버내시 역
- 오마 도시 - 제임스 오렌지 역
- 레디시 - 머핼리아 잭슨 역
- 트레이 바이어스 - 제임스 포먼 역
- 켄트 폴컨 - 설리번 잭슨 역
- 존 러벨 - 로이 리드 역
- 헨리 G. 샌더스 - 케이저 리 역
- 제러미 스트롱 - 제임스 리브 역
- 나이절 새치 - 맬컴 엑스 역
- 채리티 조던 - 바이올라 리 잭슨 역
- 해빌런드 스틸월 - 존슨 대통령의 비서 역
- 태라 옥스 - 바이올라 리유조 역
- 마틴 신 - 프랭크 미니스 존슨 역
- 마이클 시케이니 - 야코보스 대주교 역
- 마이클 파퍼존 - 존 클라우드 소령 역
- 스티븐 루트 - 앨 링고 역
- 스탠 휴스턴 - 짐 클라크 보안관 역
- E. 로저 미첼 - 프레더릭 D. 리스 역

## 같이 보기
- 미국의 흑인 민권 운동